# Carlo Clausetti

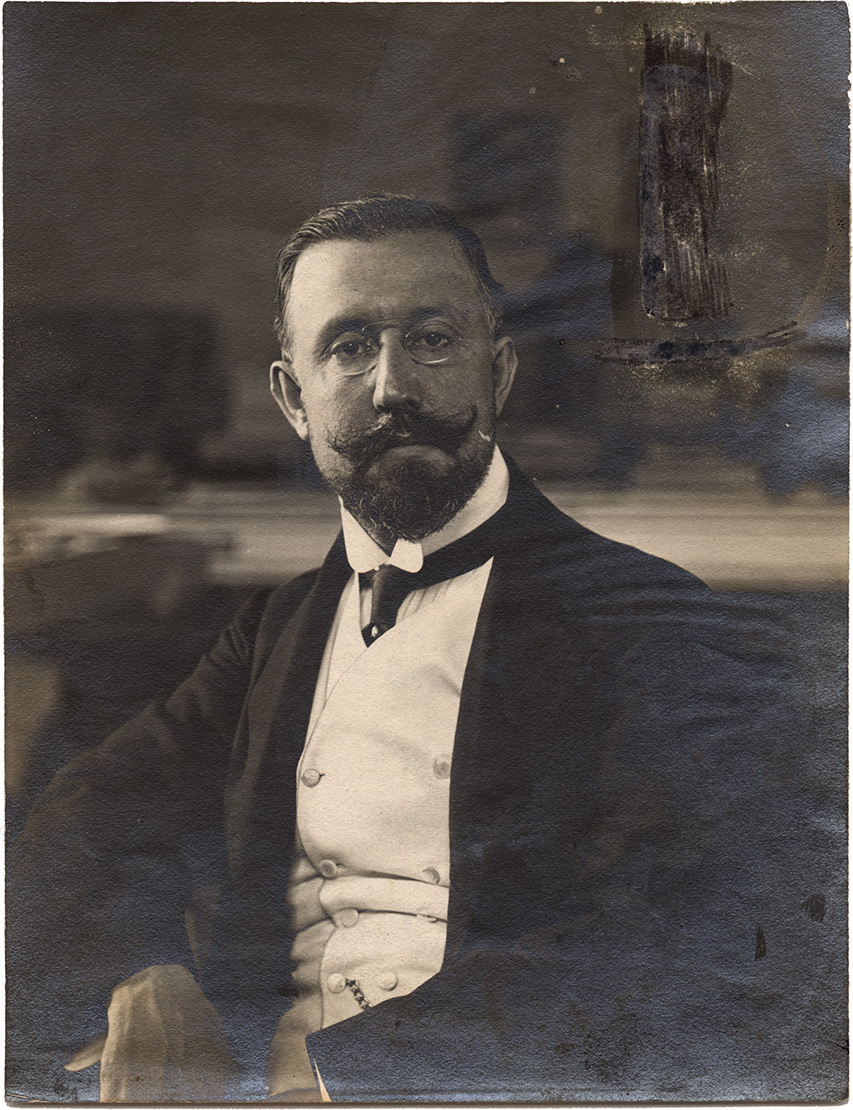
Ritratto di Carlo Clausetti

Carlo Clausetti (Napoli, 17 ottobre 1869 – Fano, 8 agosto 1943) è stato un compositore, regista, librettista dirigente italiano. Ha svolto un ruolo importante nella direzione della Casa musicale Ricordi di Milano dal 1919 al 1940 e il suo impegno nel teatro musicale ha aperto la strada alla regìa operistica. Amico di molti compositori, lo fu soprattutto di Giacomo Puccini.

## Biografia
Figlio di Pietro Clausetti e di Maria Sandron, Carlo nasce a Napoli in una famiglia dove la musica e la poesia sono il pane quotidiano. I Clausetti sono editori musicali e hanno negozio in Galleria Umberto I, centro della cultura musicale cittadina. Il padre Pietro aveva fondato nel 1847 con il fratello Lorenzo una casa editrice, che nel 1861 entra in società con Tito I Ricordi, editore dell'omonima casa musicale milanese, per poi divenirne la filiale partenopea a partire dal 1864, quando Ricordi conclude l'acquisizione dell'archivio, sempre sotto la guida di Pietro Clausetti che la manterrà per trent'anni, fino alla sua morte nel 1892. Carlo oltre a studiare giurisprudenza, frequenta il Conservatorio San Pietro a Majella, dove si diploma in pianoforte e composizione e dove conosce Margherita Cosselli Kuhn, figlia del celebre basso austriaco Eugen Kuhn (in arte Cosselli) e del soprano Carlotta Marchisio, e che sposerà nel 1901.
Nel 1892 subentra al padre nella gerenza della filiale Ricordi di Napoli, nel 1909 fonda la Società del Quartetto, che l'anno seguente diventerà la Società dei concerti sinfonici dedicata a Giuseppe Martucci, con cui aveva collaborato alla Società dei concerti facendo conoscere la musica wagneriana. A Clausetti si devono anche le guide storico analitiche dedicate al Tristano e Isotta (1908) e al Crepuscolo degli dei (1913) pubblicate da Ricordi.
Lascia Napoli nel 1912 quando viene chiamato a Milano come direttore artistico di Casa Ricordi. In questo ruolo può dedicarsi soprattutto agli allestimenti teatrali e alle prime regìe di opere liriche, di cui era propugnatore Tito II Ricordi (figlio di Giulio), e che lui segue personalmente. Sono sue le note di regìa, le cosiddette "Disposizioni sceniche" per opere come Conchita e Francesca da Rimini di Riccardo Zandonai, Orseolo di Ildebrando Pizzetti, L'amore dei tre re di Italo Montemezzi. Clausetti sarà sempre un punto di riferimento per i compositori della Casa musicale milanese soprattutto quando nel 1919, all'abbandono delle gerenza da parte di Tito II Ricordi, ne assume la guida insieme a Renzo Valcarenghi, che lo aveva sostituito nel 1912 nella direzione della filiale napoletana. Il suo impegno si rivelerà fondamentale soprattutto con Giacomo Puccini, con cui collabora già dai tempi di Manon Lescaut. Puccini ha in lui una grande fiducia e quando non può recarsi di persona agli allestimenti e alle prime delle sue opere, specie all'estero, chiede sempre che sia presente Carlo, da lui soprannominato anche Claudio, Clausetto e altri curiosi soprannomi. La loro amicizia proseguirà fino alla fine della vita del compositore toscano, Carlo sarà presente al capezzale del maestro nella clinica di Bruxelles dove Puccini morirà il 29 novembre 1924
Durante gli anni in cui è a Napoli e si occupa della filiale di Ricordi, Clausetti conserva e sviluppa la sua passione per le romanze napoletane, non dimenticando quando giovanissimo aveva trascritto per pianoforte la celebre Funiculì funiculà di Luigi Denza, una delle canzoni ancora oggi eseguite e conosciute in tutto il mondo; compone lui stesso alcune celebri canzoni, come Africanella del 1894 su versi di Roberto Bracco o Quanno passa 'o riggimento del 1895 su parole di Ferdinando Russo o ne fa delle trascrizioni facilitate per pianoforte come Oje Carulì di P.M. Costa o Il figlio del coscritto di Luigi Denza.  Coinvolge i compositori che hanno contratto con Ricordi nel comporre romanze su versi in napoletano dei più celebri poeti, ed ecco nascere le raccolte di Piedigrotta musicate da Francesco Paolo Tosti, Luigi Denza, Enrico De Leva, Costa e Vincenzo Valente
Nel 1920, sempre grazie a lui, Casa Ricordi riprende la pubblicazione delle riviste musicali, che era iniziata nel 1842 con la Gazzetta Musicale di Milano e si era interrotta nel 1912 con Ars et Labor, e fonda Musica d'Oggi di cui è per un periodo anche direttore.
Carlo lascia la gerenza di Ricordi il 20 giugno 1940 e si trasferisce nel 1941 con la famiglia a Fano dove muore l'8 agosto de 1943, cinque giorni prima del bombardamento che distruggerà lo stabilimento di Viale Campania la notte del 13 agosto.

## Opere

### Compositore
- Africanella, parole di Roberto Bracco
- E ppi-piripì: canzonetta napolitana, versi di Ferdinando Russo
- Il fior d'arancio, versi di Mario Giobbe
- Mezarecchia: Canzone per Piedigrotta 1891, versi di Carlo Clausetti
- Faccella tonna: Chitarrata napulitana, versi di Carlo Clausetti
- Schiattusella! Canzone serenata, versi di Carlo Clausetti
- 'O plico, versi di Ferdinando Russo
- Quanno passa 'o riggimento, versi di F. Russo

### Trascrittore
- Funiculì funiculà, di Luigi Denza, trascrizione per pianoforte
- Oje Carulì, di P.M. Costa, trascrizione per pianoforte
- Oilì, oilà, canzone popolare, di P.M. Costa, trascrizione per pianoforte
- Mena, mè! Canzone popolare, di P.M. Costa, trascrizione per pianoforte
- Il Figlio del coscritto: cantilena popolare, di Luigi Denza, trascrizione per pianoforte
- 'E spingole frangese!, di Enrico De Leva, trascrizione per pianoforte
- Zin, zin, zin, zin! Canto popolare di Piedigrotta pel 1881, di Luigi Denza, trascrizione per pianoforte
- Ricordi di Quisisana, serenata, di Luigi Denza, trascrizione per pianoforte
- Si tu m'aimais! Mélodie, di Luigi Denza, trascrizione per pianoforte
- La danza delle memorie, di Luigi Caracciolo, arrangiamento
- Uocchie turchine e Tirete 'a rena : canti popolari per Piedigrotta, di Luigi Denza, trascrizione per pianoforte
- Uocchie nire! Canto popolare per Piedigrotta 1883, di Luigi Denza, trascrizione per pianoforte
- Lo Telefono: canto popolare di Piedigrotta 1882, di Luigi Denza, trascrizione per pianoforte

### Librettista
- Noël de Pierrot, versi di Carlo Clausetti
- Barcarola napoletana, musica di Luigi Denza
- Non mi lasciar, musica di Luigi Denza
- Mattinata di maggio: melodia, musica di Luigi Denza
- Pecche'?, musica di Daniele Napoletano
- Sumitra : leggenda monomimica indiana, musica di Riccardo Pick-Mangiagalli

### Traduttore
- Maruf, ciabattino del Cairo, musica di Henri Rabaud, poema di Lucien Nepoty
- I ciarlieri , operetta in due atti, musica di Jacques Offenbach, canto e pianoforte, parole di Carlo Nuitter
- Non mi lasciar!, musica di Luigi Denza, parole di Carlo Clausetti dall'inglese di G. Hubi Newcombe
- La principessa del mulino, di Hirchmann

### Saggista
- Tristano e Isotta di Richard Wagner: notizie e documenti raccolti da Carlo Clausetti, in occasione della prima dell'opera al R. Teatro San Carlo di Napoli, 1907
- Il crepuscolo degli dei di Richard Wagner, notizie e documenti raccolti da Carlo Clausetti, 1913

### Regista teatrale
- Conchita, di Riccardo Zandonai, disposizione scenica di Carlo Clausetti, 1913
- Francesca da Rimini, di Riccardo Zandonai, disposizione scenica di Carlo Clausetti
- Orseolo, di Ildebrando Pizzetti, note di allestimento di Carlo Clausetti
- L'amore dei tre re, di Italo Montemezzi, disposizione scenica di Carlo Clausetti, 1914